# 盧卡·姆凱德澤
盧卡·姆凱德澤（1996年1月5日—）是格鲁吉亚出生的法國籍柔道運動員。2010年，他以難民身分來到法國。他代表法國隊參加了日本舉行的2020年夏季奧林匹克運動會，並且在男子60公斤級比賽上獲得銅牌。

## 外部連結
- 盧卡·姆凱德澤的Instagram帳戶
- 盧卡·姆凱德澤的Facebook專頁